# クリスタル・リバーズ
クリスタル・リバーズ（Krystal Rivers、1994年5月23日 - ）は、アメリカ合衆国の女子バレーボール選手。ポジションはオポジット。

## 来歴

### クラブチーム
バーミンガム出身。アラバマ大学在学中はNCAA女子バレーボール選手権に出場した。卒業後2017/18シーズンはフランスのBéziers Volleyと契約しリーグ優勝に貢献した。2018/19シーズンはドイツブンデスリーガのアリアンツ MTV シュトゥットガルトに移籍。初年度はリーグ優勝し自身もMVPに選ばれた。またドイツカップでは準優勝を果たした。2019年より所属チームの主将を務める。2020/21シーズンはリーグ準優勝、欧州チャンピオンズリーグに出場した。2021/22シーズンも同チームと契約し、ブンデスリーガで3年ぶりの優勝に貢献した。

### 代表チーム
2017年、ユニバーシアード代表として台湾で開催されたユニバーシアード大会に出場した。2018年、アメリカ代表に初選出された。同年のパンアメリカンカップで金メダルを獲得した。

## 受賞歴
- 2018年 - フランスリーグA ベストスコアラー賞、ベストオポジット賞
- 2019年 - ドイツブンデスリーガ MVP

## 所属クラブ
- アラバマ大学（2013-2017年）
- Béziers Volley（2017-2018年）
- アリアンツ MTV シュトゥットガルト（2018年-）